# パークウー洞窟

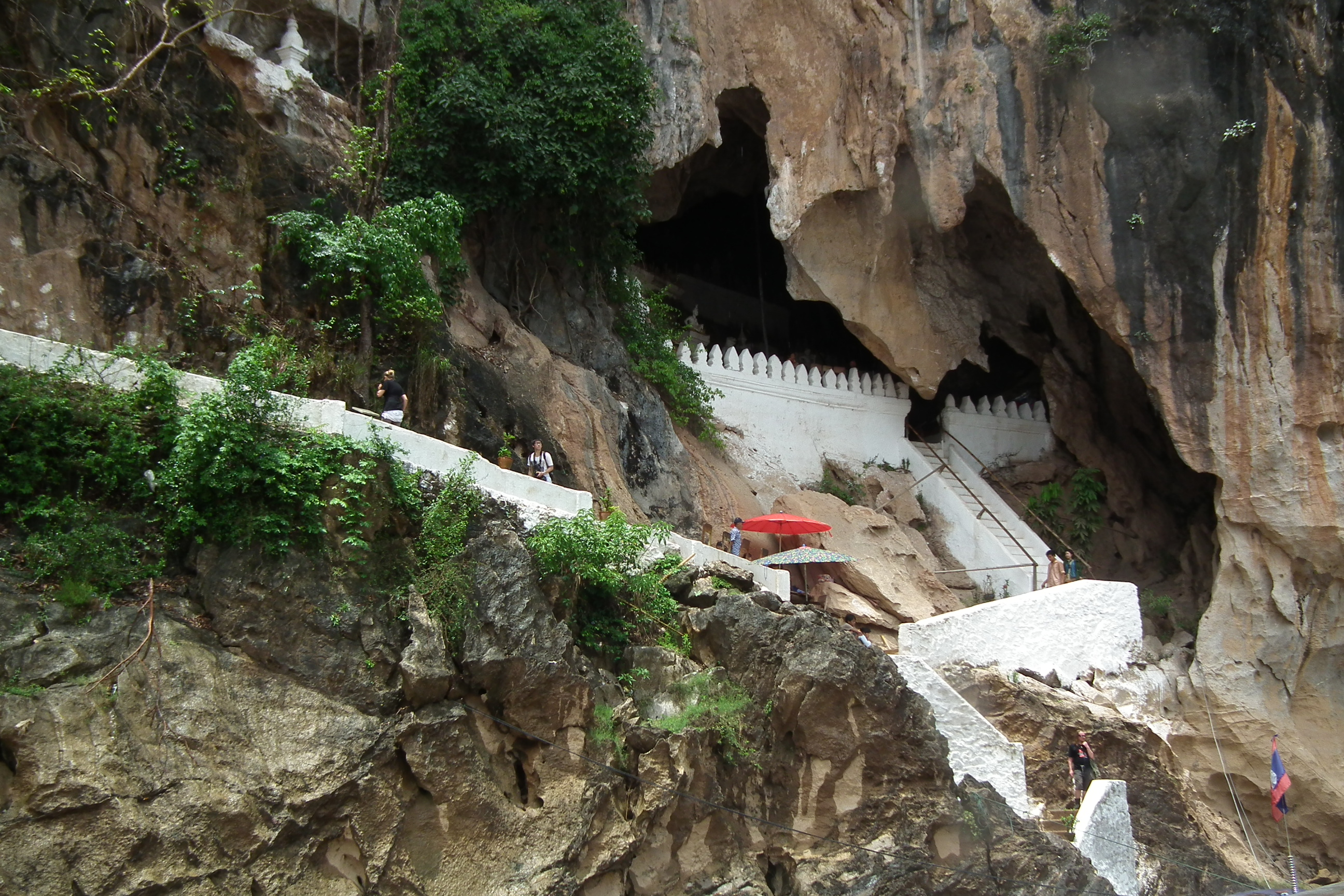
パークウー洞窟外観。メコン川沿いの巨大な絶壁をえぐったような洞窟。

パークウー洞窟（パークウーどうくつ、英:Pak Ou Caves）は、ラオスのルアンプラバーン市街からメコン川を上流に約25キロメートル遡った右岸絶壁にある洞窟。パクオウ洞窟とも表記する。

## 概要

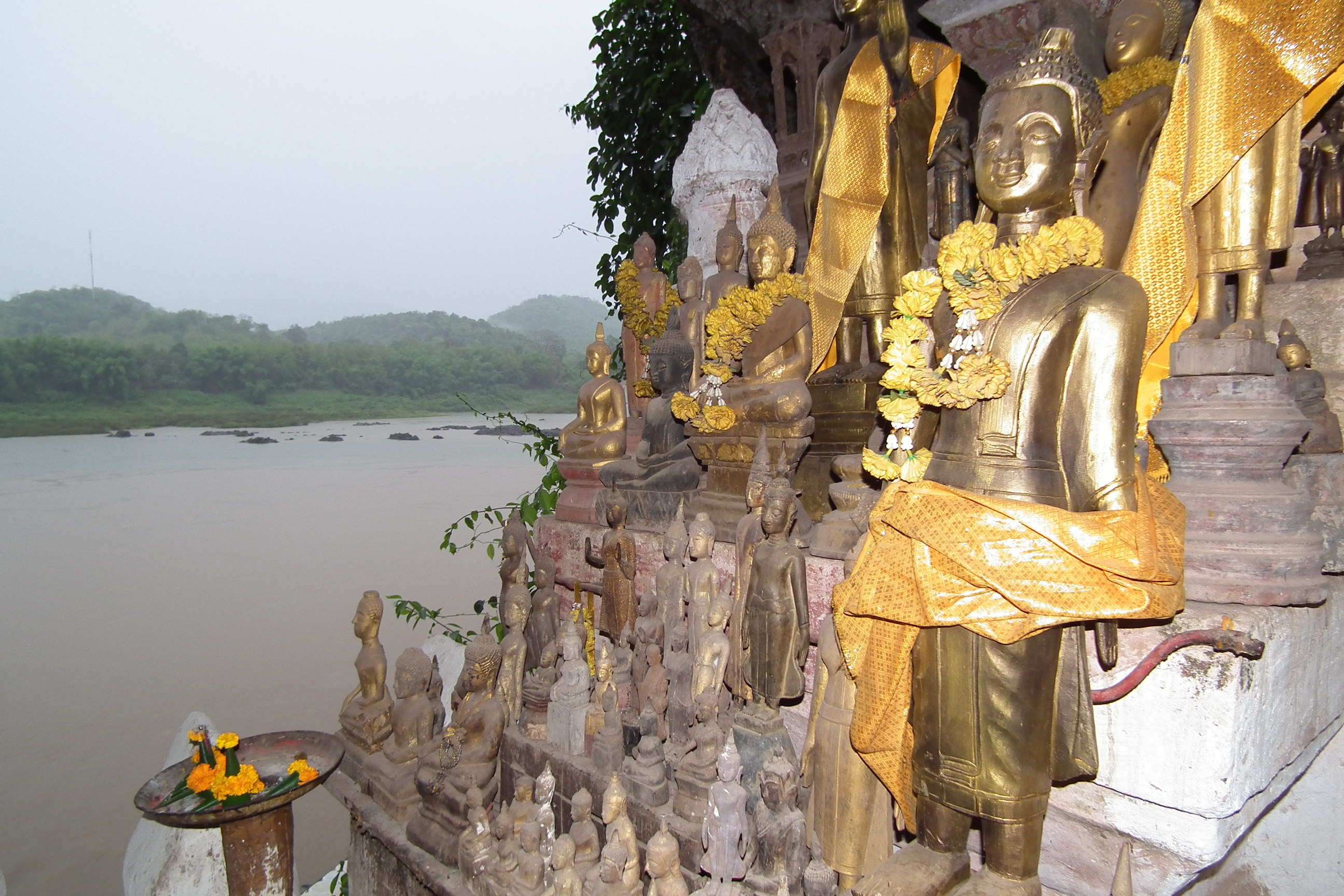
洞窟内の仏像とメコン川

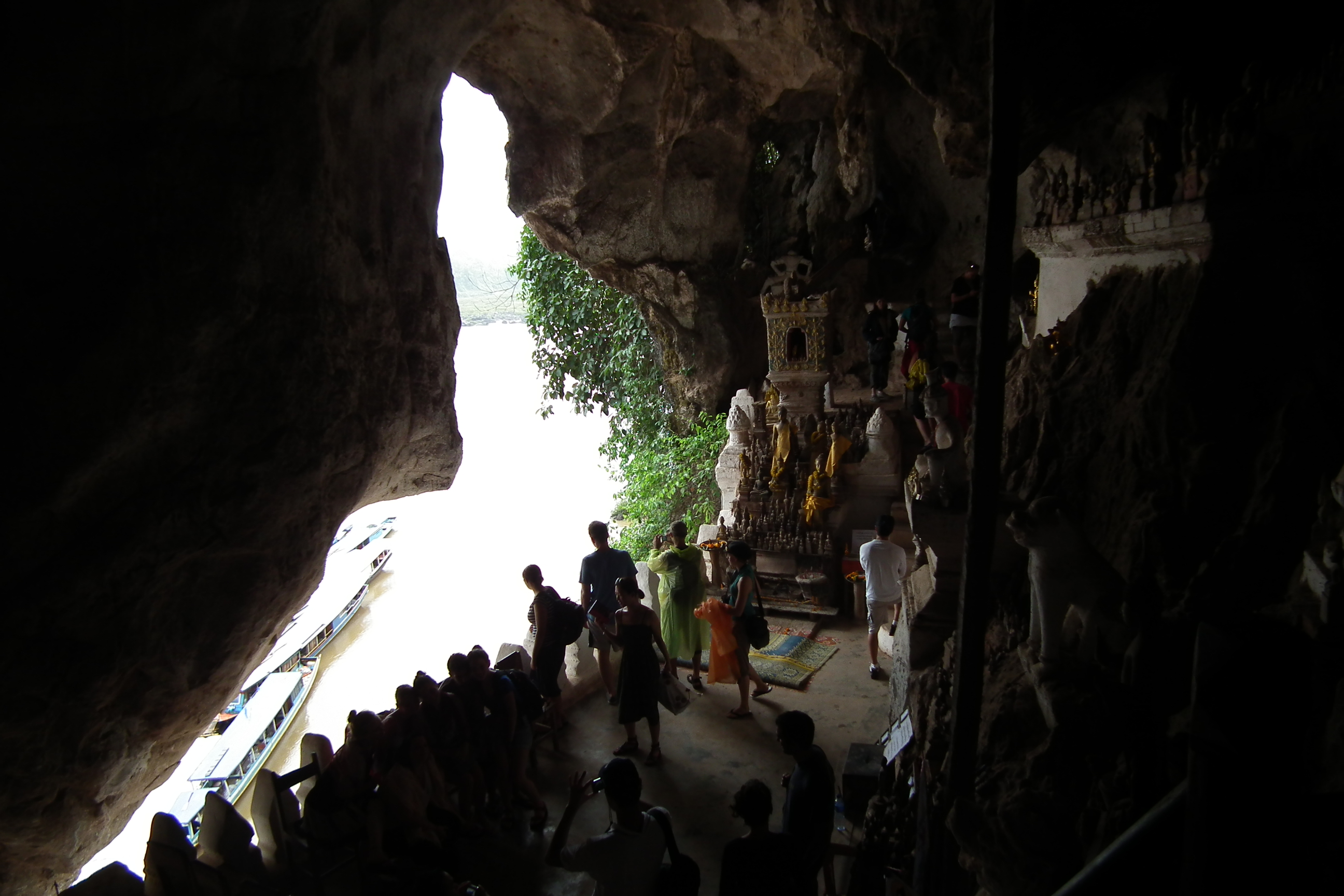
洞窟最奥部から見る。

メコン川の支流であるナムウー川合流点付近にある。独自の景観を呈し、洞内からはメコン川が見下ろせる。洞窟は下側川に面し切り立った崖をくり抜いたようなタム・ティンとそこから徒歩15分くらい上部のタム・プンの2つからなる。

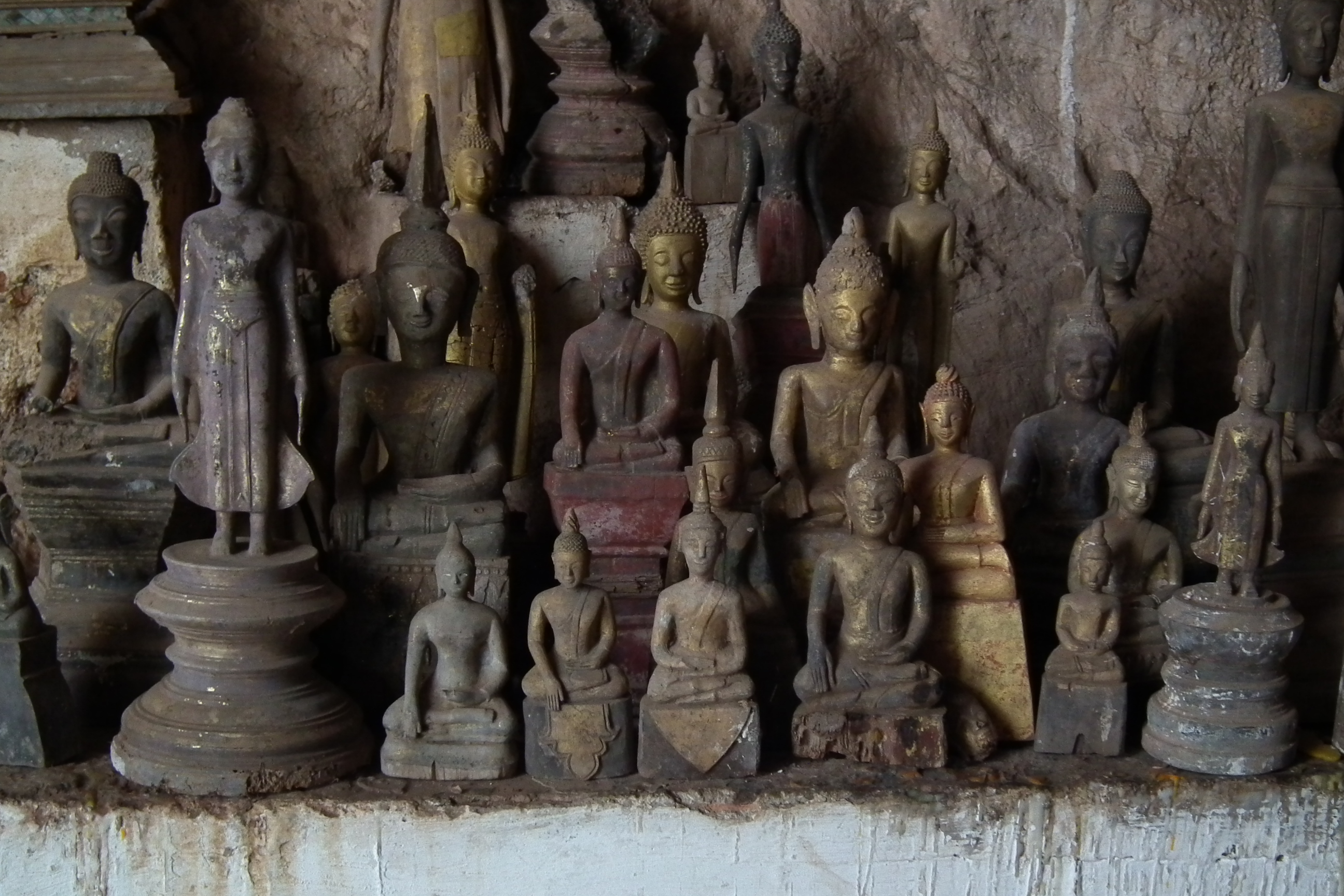
タム・ティンの仏像群。約4000体が祀られる。

タム・ティン内部には住民らが運び込んだ大小、新旧さまざまの約4000体の仏像が複雑な洞内に所狭しと置かれている。日本の「五百羅漢」的な雰囲気である。
タム・プンは、横穴になっており、真っ暗な内部に仏像が点在し懐中電灯が必要（有料の貸し出しあり）。
メコン川もこのあたりまで遡ると周囲の山々の織りなす景観が、中国の桂林のような雰囲気を呈し始める。
洞窟へは通常、乗り合いの観光船を利用するが、通常、往路にバーン・サーンハイ（Ban Xang Hai）の村へ立ち寄る。バーン・サーンハイは、壷造りと蒸留酒「ラオ・ラーオ」造りでも有名であり、試飲などもできる。土産物店が建ち並ぶ村の奥には小さな村に似つかわしくない立派な寺がある。

## 交通アクセス

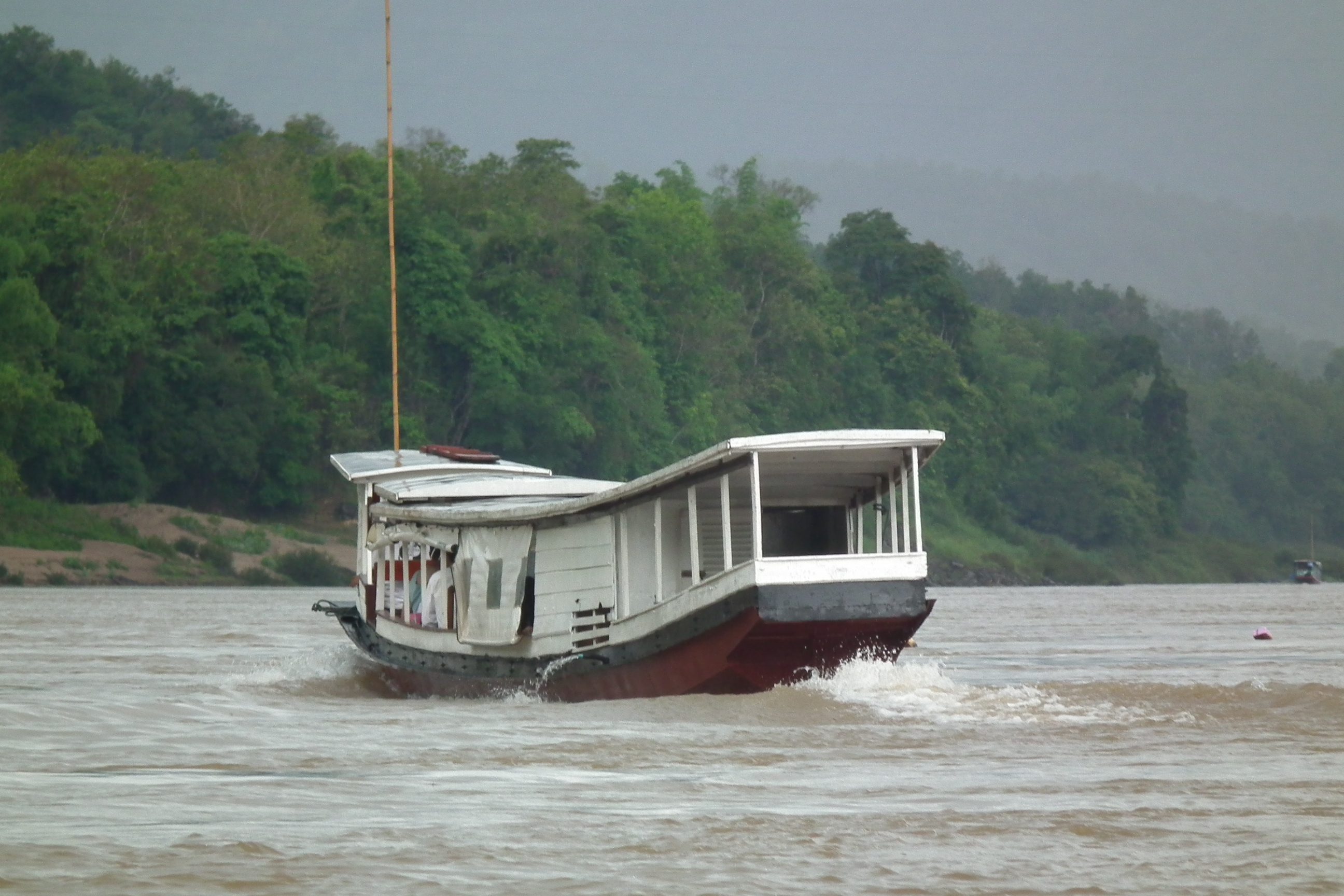
パークウー洞窟行きのエンジンボートは、毎日8時出発。

- ボート：ルアンプラバーン市内の一般スローボート発着場よりやや上流の専用発着場があり、幅の小さく細長い独自の形状のエンジンボートで往路所要2時間、復路1時間。通常、往路に酒造りの村バーン・サーンハイへ立ち寄る。直接、ボート乗り場でチケットを買うと65,000kip。旅行代理店を通すと80,000kip。定期便は朝8時に1回のみ。チャーターの相場は300,000kip。客引きが時に高額な料金を吹っかけてくることがある[2]。
- トゥクトゥク：チャーターの相場は250,000kip。ボートよりも早いが、風情はないため利用は少ない。最後は渡し舟で対岸へ渡る必要がある。
- 入場料 20,000kip（船内で集金する場合がある）。

料金、レート（1円＝95kip ）は2011年5月現在。2016年1月現在は（1円＝67kip）、2018年9月現在は（1円＝74kip）。

## ギャラリー
- 洞窟から見下ろすメコン川
- 仏像群
- ヤモリのレリーフ
- 破損した仏像も多い
- 洞窟正面の仏像群
- ルアンパバーンのボート乗り場
- パークウー洞窟へメコン川を遡流するボート
- パークウー洞窟付近のメコン川

## 参考サイト
Activities in Luang Prabang